# José María Narváez
José María Narváez (Cádiz, España 1768 - Guadalajara, México, 4 de agosto de 1840) fue un oficial naval, explorador y navegante español que es conocido sobre todo por su trabajo en el noroeste del Pacífico. 
En 1788 participó en una expedición a las costas de Alaska que logró confirmar la presencia rusa en la región y, en 1791, como comandante de la goleta Santa Saturnina, encabezó la primera exploración europea del estrecho de Georgia, incluyendo un desembarco en la región de Sunshine Coast de la Columbia Británica y una entrada en aguas del Burrard Inlet (aunque no llega a su interior), el sitio de la actual Vancouver, Columbia Británica. 

## Biografía

### Inicios de su carrera
Narváez sentó plaza en la Real Compañía de Guardias Marinas, en 1782. En ese año ya estaba en el mar y participando en un combate naval.
En 1784, Narváez fue a la Nueva España y su primer destino fue La Habana. Durante tres años sirvió a bordo de buques de suministro, trabajando en los puertos de Veracruz, Nueva Orleans, Matanzas, Campeche, Roatán y Trujillo. En noviembre de 1787, fue ascendido a «segundo piloto habilitado» y reasignado a San Blas, en ese momento la principal base naval española en la costa oeste del actual México. Llegó a principios de 1788 y al mes navegó hacia el norte, como piloto de Gonzalo López de Haro (antes de 1788 – 1823) en el San Carlos.

### El viaje a Alaska (1788)
En respuesta a la actividad de Rusia en Alaska, el gobierno español empezó a enviar buques para investigar y hacer valer su soberanía. El esfuerzo se basaba casi enteramente en el puerto de San Blas. En marzo de 1788 fueron enviados en una campaña de reconocimiento dos barcos al norte, el Princesa, al mando de Esteban José Martínez (1742-98), y el San Carlos, comandado por Haro. Narváez navegaba de nuevo a bordo del San Carlos, otra vez como piloto de Haro. Los barcos llegaron en mayo al Prince William Sound, en la costa sur de la actual Alaska, y pronto descubrieron evidencias de la actividad rusa en el comercio de pieles. En junio, Haro salió al oeste con el San Carlos hasta la isla de Kodiak y los españoles comerciaron con un grupo de nativos que se acercaron a la nave en doce canoas, llevando pedazos de papel con escritura rusa, al parecer, vales de pago, que Haro adquirió por intercambio, ansioso de tener pruebas irrefutables de la actividad de Rusia en la región.
El 30 de junio de 1788, Haro envió a Narváez en un bote a investigar un puesto de Rusia en la bahía de Tres Santos, en la isla de Kodiak. Narváez encontró el puesto, convirtiéndose en el primer español en entrar en contacto con un gran contingente ruso en Alaska. El comandante ruso, Evstrat Delarov, acompañó a Narváez al San Carlos, donde le dieron un barril de vino y otros regalos. Haro y Delarov conversaron largamente y Delarov le informó de que había siete puestos comerciales rusos, con un total de unos 500 hombres, en la costa entre Unalaska y el Prince William Sound. También le proporcionó un mapa ruso con la localización de los mismos y las costas de esa zona y le contó que un barco ruso iba hacia el sur a lo largo de la costa cada año, hasta alcanzar el estrecho de Nutca, en la costa occidental de la isla de Vancouver, y de que al año siguiente intentarían ocuparlo. Después Narváez llevó de regreso a Delarov a su puesto de avanzada. Narváez regresó al San Carlos y Haro regresó al este, a reunirse con Martínez en la isla Sitkinak, una de las islas del archipiélago Kodiak.
Usando la información obtenida por Narváez, la expedición salió en dirección suroeste hasta llegar a la isla de Unalaska, una de las islas Aleutianas, donde había encontraron uno de los puestos. Que Delarov había exagerado la fuerza de los rusos se puso de manifiesto ya que les había dicho que 120 rusos vivían allí, pero los españoles descubrieron que Potap Kuzmich Zaikov era el único ruso, ya que el resto eran aleutianos. Martínez llegó el 29 de julio y Haro el 4 de agosto. Martínez y otros hombres llegaron a tierra y se quedaron en el puesto, a quienes proporcionaron suministros de alimentos y vino. Zaikov dio a Martínez tres mapas que comprendían la región de las islas Aleutianas. También confirmó que los rusos tenían previsto tomar posesión del estrecho de Nutca el siguiente año.
Martínez era propenso a ataques de excesiva agresividad y tenía problemas continuos con sus oficiales y marineros, incluidos Haro y Narváez. Mientras estaban en Unalaska, Martínez había detenido temporalmente a Haro, un tiempo en el que Narváez quedó al mando de la San Carlos. Haro fue repuesto en el mando antes de que la expedición saliese de Unalaska el 18 de agosto de 1788. A los tres días, los dos barcos perdieron el contacto y navegaron hacia el sur por separado. Las órdenes de Haro eran reunirse con Martínez en Monterey, California, pero en el camino Haro, con el apoyo de Narváez y los otros pilotos, declaró que su barco ya no estaba bajo el mando de Martínez. Navegaron de regreso al puerto de San Blas por su cuenta, llegando el 22 de octubre de 1788. Martínez, que pasó un mes en Monterrey esperando a Haro, no llegó a San Blas hasta diciembre, y se encontró frente a cargos de liderazgo irresponsable. Sin embargo, Martínez recuperó el favor y fue puesto a cargo de una nueva expedición para ocupar el estrecho de Nutca antes de que lo hicieran los rusos.
Haro y Delarov conversaron largamente. Delarov informó a Haro de que había siete puestos de Rusia en la costa entre Unalaska y el Prince William Sound y que un barco ruso iba hacia el sur a lo largo de la costa cada año, hasta alcanzar el Nootka Sound, en la costa occidental de la isla de Vancouver. Esta última información fue muy probablemente una invención destinada a intimidar a los españoles. Que Delarov había exagerado la fuerza de los rusos se puso de manifiesto cuando los españoles continuaron su viaje y visitaron Unalaska: delarov le había dicho a Haro que 120 rusos vivían allí, pero los españoles descubrieron que Potap Zaikov era el único ruso, ya que el resto eran aleutianos.[6

### La expedición al estrecho de Nutca (1789)

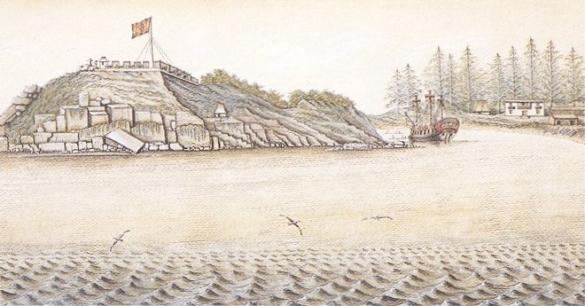
El fuerte de San Miguel, en San Lorenzo de Nutca.

A pesar de la animadversión entre Martínez y Haro, se les ordenó a ambos navegar juntos en 1789, esta vez para tomar posesión del estrecho de Nutca. Una vez más Narváez sirvió como piloto de primera y segundo de Haro al mando de la San Carlos. Los dos barcos zarparon de San Blas el 17 de febrero y llegaron a la isla de Nutca el 5 de mayo de 1789. Allí encontraron tres barcos  mercantes, uno inglés y dos estadounidenses. Tres barcos ingleses más llegaron durante el verano, uno de ellos, el Northwest America, que había sido construido por John Meares en el estrecho de Nutca el año anterior. Martínez, en su esfuerzo por afirmar la soberanía española, se apoderó de la nave.
El 21 de junio, Martínez despachó a Narváez en el capturado Northwest America (rebautizado como Santa Gertrudis la Magna, y más tarde, como Santa Saturnina) a explorar las tres entradas al sur del estrecho de Nutca —el Clayoquot Sound, el Barkley Sound y el estrecho de Juan de Fuca—. Narváez navegó más de 25 leguas (alrededor de 105 kilómetros) en el interior del estrecho de Juan de Fuca. Solo unos pocos no-nativos habían entrado en el estrecho en esa época, y ninguno de ellos había llegado tan lejos como Narváez. A principios de julio, estaba de vuelta en el estrecho de Nutca. Su informe a Martínez recomendaba como un buen fondeadero Port Renfrew.
Mientras Narváez estuvo ausente en esa misión, Martínez realizó una elaborada ceremonia de posesión en Nutca y poco después tuvo lugar una pelea con el capitán británico James Colnett, que fue encarcelado, y varios barcos ingleses y sus tripulaciones incautados. Estos acontecimientos culminaron en una gran crisis internacional. Martínez obligó a un grupo de obreros chinos capturados a construir el fuerte de San Miguel y otros edificios. En julio, poco después de que hubiera regresado Narváez, Martínez capturó de nuevo otro barco inglés recién llegado, el Princess Royal, lo que llevó a un incidente en el que el jefe de los Nuu-chah-nulth (los nutca), Callicum, hijo del jefe Macuina, fue tiroteado y murió.
Martínez creía que el estrecho de Juan de Fuca era la entrada del legendario Paso del Noroeste y por lo tanto lo consideraba de extrema importancia estratégica. El 27 de julio, Martínez puso a Haro y Narváez al mando de la San Carlos y del capturado Princess Royal y los envió de regreso a San Blas con la noticia. Llegaron a finales de agosto de 1789. En octubre, Martínez evacuó completamente el estrecho de Nutca y regresó el mismo a San Blas, con sus prisioneros y las naves capturadas.

### La reocupación de Nutca (1790)
A finales de 1789 se hizo cargo de la Nueva España un nuevo virrey, Juan Vicente de Güemes Pacheco y Padilla, 2º conde de Revillagigedo (1740-99), quien junto con Juan Francisco de la Bodega y Quadra  (1743–94), el comandante naval de San Blas, hizo grandes esfuerzos para mejorar el poder de España en el Noroeste del Pacífico. Una de las primeras tareas fue enviar otra expedición para volver a ocupar el estrecho de Nutca. Quadra cargó toda la artillería que pudo encontrar en la fragata Concepción, en el San Carlos y en el barco capturado inglés, el Royal Princess, que pasó a llamarse Princesa Real. Francisco de Eliza (1759-1825) iba al mando de la Concepción y de toda la expedición en su conjunto, y fue nombrado comandante de Nutca. Salvador Fidalgo (1756-1803) estaba al mando de la San Carlos, y Manuel Quimper de la Princesa Real. Martínez, caído en desgracia y chivo expiatorio, iba como oficial sin rango y sin responsabilidad. Los tres barcos de Eliza zarparon de San Blas el 3 de febrero de 1790. A principios de abril, dos fragatas se unieron a la flota: la Princesa, comandada por Jacinto Caamaño, con Narváez como piloto, y la Aranzazu, a cargo de Juan Bautista Matute. Era la mayor fuerza española enviada hacia el norte hasta ese momento.
Eliza llegó a Nutca el 4 de abril de 1790, y no encontró ningún barco presente. Los nativos Nuu-chah-nulth, alertados por los acontecimientos del verano anterior, se habían trasladado a un lugar más seguro. Después de volver a ocupar el fuerte de San Miguel y otros edificios, Eliza envió dos expediciones de exploración. Fidalgo exploró hacia el norte hasta Alaska en el San Carlos, mientras que Quimper, con López de Haro y Juan Carrasco como pilotos, exploraba el estrecho de Juan de Fuca, con la Princesa Real. Ambas naves fueron incapaces de volver a Nutca y en su lugar regresaron a San Blas. Eliza no supo de sus descubrimientos hasta el año siguiente. Después de que estos barcos habían dejado Caamaño, con Narváez, arribó la Aranzazu. Se quedaría bajo el mando de Eliza los siguientes dos años, participando en diversos viajes de exploración.

### Las exploraciones de 1791

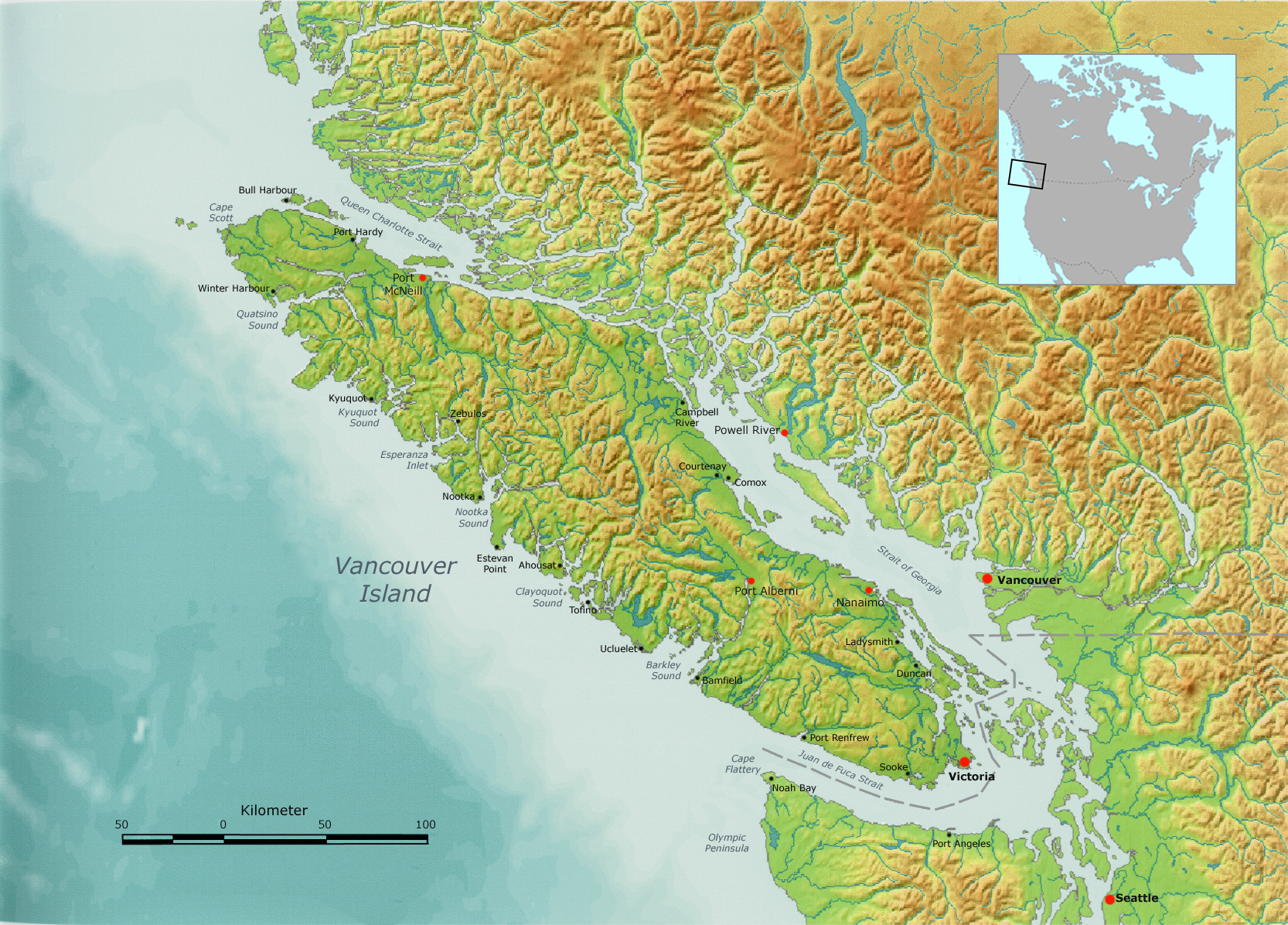
Vista de la isla de vancouver, bordeada en su parte suroriental por las auas del estrecho de Juan de Fuca y el estrecho de Georgia, unas complejas aguas que Narváez fue el primer europeo en explorar.

A principios de 1791 varios barcos y más gente habían llegado a Nutca, junto con las instrucciones de Quadra a Eliza proponiendo realizar más exploraciones en el estrecho de Juan de Fuca. El 4 de mayo de 1791 Eliza partió en el San Carlos con los pilotos Juan Pantoja y José Antonio Verdier, este último aprendiz de Narváez en 1788 y 1789. El San Carlos iba acompañado por la goleta Santa Saturnina, apodada La Orcasitas (que había sido originalmente el Northwest America, construido por Meares en Nutca), comandaba por Narváez, con el piloto Juan Carrasco. La goleta, de 33 pies de largo en la quilla y de poco calado, tenía ocho remos y llevaba provisiones para unos 20 días. Además, el San Carlos llevaba otra lancha de 28 pies de eslora, con trece remos.
La expedición se detuvo primero en el Clayoquot Sound, permaneciendo cerca de dos semanas. Narváez y Carrasco pasaron una semana explorando los canales interiores, y una semana más colaborando en la cartografía del sound, que llamaron Puerto Clayucuat. Mientras Narváez estaba ocupado con este trabajo, Eliza hizo amistad con el jefe Wickaninnish. Eliza escribió que le honró con un baile en el que participaron más de 600 jóvenes. Eliza también informó de que había cinco grandes asentamientos en el Clayoquot Sound, cada uno con más de 1.500 habitantes. El mayor, al que Eliza llamó Guicananich (Wickaninnish), tenía más de 2.500 personas.
A finales de mayo Eliza, en el San Carlos, navegó por el estrecho de Juan de Fuca hasta Cordova (actual Esquimalt). La Santa Saturnina pasó varias semanas explorando el Barkley Sound. Los dos barcos se reunieron de nuevo en Esquimalt el 14 de junio de 1791.
En la Santa Saturnina, Narváez y Carrasco exploraron los canales interiores del Barkley Sound, al que llamaron Puerto de Boca Carrasco, y realizaron un mapa. Según el informe de resumen de la travesía hecho para Eliza, Narváez vio cinco grandes asentamientos de «audaces y guerreros» habitantes. En dos ocasiones las embarcaciones de Narváez fueron atacadas por grupos de unos 200 hombres, pero los «mantuvo a raya mediante algún disparo de cañón». Los nativos «quedaron sorprendidos al ver la goleta y, según sus explicaciones, nunca habían visto un barco en su interior».
A mediados de junio, con la expedición con base en Esquimalt, Eliza dio instrucciones a Pantoja para que explorase el estrecho de Haro con la Santa Saturnina y la lancha. Fue asistido por Narváez, Carrasco y Verdía. Entraron en el estrecho y rápidamente pasaron entre la isla de Vancouver y la isla San Juan y llegaron a la isla de Pender. Se dieron cuenta de varias aperturas que se abrían al oeste y dos al este, y decidieron investigar la mayor de las dos orientales, que hoy se llama Boundary Pass. El 15 de junio de 1791, levaron anclas y navegaron hacia el este a lo largo de la orilla sur de la isla de Pender y de la isla Saturna antes de entrar en «un canal grande y extenso» —las aguas abiertas del estrecho de Georgia, al que llamaron el «canal de Nuestra Señora del Rosario». Era la primera vez que los europeos habían visto el estrecho de Georgia. Los españoles creían haber encontrado el legendario mar interior  que, probablemente, estaba conectado de alguna manera con la bahía de Hudson y el río Misisipi. Pasaron la noche anclados en la isla de Patos. Al día siguiente, navegaron hacia el este hasta las cercanías de la isla Lummi y el extremo norte del estrecho Rosario. Acabados los alimentos y agotados los hombres, decidieron regresar siguiendo la misma ruta por la que habían llegado. La lancha, remando contra el viento, llegó a Esquimalt el 24 de junio y Narváez, en la Santa Saturnina, arribó al día siguiente.
Eliza trasladó su base de operaciones a Puerto de Quadra (Port Discovery) en el lado sur del estrecho de Juan de Fuca. Eliza y el San Carlos se quedaron allí mientras que la  Santa Saturnina y la lancha, comandada por Narváez y con Carrasco como piloto, salieron a explorar el estrecho Rosario y el estrecho de Georgia en más detalle.
Narváez partió el 1 de julio de 1791. Pasando a través del estrecho Rosario, que Narváez llamó canal de Fidalgo, reconoció la isla Guemes (islas de Güemes), la isla Cypress (San Vicente) y la isla Lummi (Pacheco), luego exploró la bahía de Padilla (Seno Pacheco) y la bahía de Bellingham (Seno Gastón) y ancló en la bahía de Chuckanut (Puerto Socorro). A continuación se dirigió al norte por el estrecho de Georgia. Fondeó en bahía Birch (Puerto del Garzón) y puerto Drayton (punta de San José) y navegó hacia el oeste cruzando la bahía Boundary para bordear punta Roberts. Por alguna razón, Narváez tenía la impresión de que punta Roberts era una isla (isla de Zepeda) y que el mar interior se extendía más al noreste. En el mapa realizado con posterioridad, realizado por Carrasco, se muestra una gran entrada, llamada Boca de Floridablanca (también canal de Floridablanca), que incluye la bahía Boundary y se extiende hacia el norte hasta cerca del Burrard Inlet. Después de bordear punta Roberts, Narváez navegó varias millas de la costa a través de la desembocadura del río Fraser. Señaló que el agua era «más dulce que la sal», pero confundió la tierra entre las desembocaduras del río, como las islas bajas de la imaginaria Boca de Floridablanca. Ancló en punta Grey, que también tomó por una isla (isla de Langara).
Mientras estaba anclada en punta Gray, la Santa Saturnina fue visitada por varias canoas con nativos musqueam, con quienes comerciaron alimentos, agua y leña a cambio de piezas de cobre y hierro. Los españoles tomaron nota de que la lengua de los musqueam era muy diferente de la de los Nuu-chah-nulth (nutcas), con la que ya estaban familiarizados. Los musqueam fueron capaces de indicarles que el estrecho de Georgia continuaba hacia el norte una gran distancia. Uno de los tripulantes de Narváez compró un joven muchacho nativo, por el que los españoles se enteraron de que muchos indios acudían regularmente a los musqueam a caballo desde un «país llano» en el noreste, para comerciar hierro, cobre y perlas de nácar azul por peces. Los españoles no visitaron la aldea musqueam, pero sí fondearon a 2 millas de la costa, donde fueron capaces de recoger el agua de un río grande (probablemente el brazo norte del río Fraser). Narváez navegó parte del Burrard Inlet (en la actualidad, el puerto de Vancouver). El mapa de Carrasco muestra no solo el pueblo musqueam en punta Grey sino también otro asentamiento en punta Atkinson (Punta de la Bodega), y otro sobre la entrada del Howe Sound (Bocas del Carmelo), cerca de la actual bahía Horseshoe.
Narváez continuó hacia el norte hasta la isla Texada, la isla Hornby y la isla Denman. Encontraron el puerto Nanaimo y lo bautizaron como Bocas de Winthuysen. Navegando a lo largo de la isla Galiano y la isla Valdés, Narváez se percató del paso Porlier y le dieron su actual nombre (anglicado). Narváez regresó a puerto Discovery el 22 de julio de 1791.
Al comienzo de su viaje, Narváez había pasado por la entrada del Admiralty Inlet (Ensenada de Caamaño), la entrada del Puget Sound. Planeaba explorarla a su regreso, pero se estaba quedando sin alimentos y regresó directamente al San Carlos de Eliza, en Puerto Discovery. Una vez reabastecidos con alimentos de la San Carlos la exploración del Puget Sound era ciertamente posible, pero Eliza estaba ansioso por volver a Nutca. Así, los españoles perdieron la oportunidad de anticiparse a la exploración británica del Puget Sound, que se hizo el año siguiente dirigida por George Vancouver, mientras realizaba la ahora conocida como expedición Vancouver.
Eliza estaba impresionado por el informe de Narváez sobre el tamaño y la naturaleza del estrecho de Georgia. Había visto un gran número de ballenas en el estrecho de Georgia, pero muy pocas en el estrecho de Juan de Fuca, lo que llevó a especular a Eliza, con razón, que debía de existir una segunda conexión con el océano. Además, Eliza llegó a sospechar, una vez más correctamente, que el estrecho de Nutca no estaba en el continente, sino que más bien pertenecía a una isla. Narváez había sido capaz de explorar todo el estrecho de Georgia, y Eliza era consciente de la importancia de seguir estudiándolo, pero cuando Narváez regresó a puerto Discovery muchos de los navegantes de Eliza estaban enfermos, incluso el mismo Eliza. Abandonaron la exploración y los barcos partieron pronto para Nutca. Elisa trasladó a Narváez a la San Carlos y a Juan Carrasco le dio el mando de la Santa Saturnina para el viaje de regreso.
Navegando hacia el oeste, los barcos encontraron Port Angeles el 2 de agosto de 1791. Llegaron a la bahía Neah el 7 de agosto. Desde allí, el San Carlos, con Narváez a bordo, regresó al estrecho de Nutca, donde llegaron el 9 de noviembre. Carrasco, sin embargo, no pudo o no quiso hacer la ceñida a Nutca y, en su lugar, la Santa Saturnina salió rumbo sur navegando a Monterey, California, donde llegó el 16 de septiembre de 1791. Alessandro Malaspina (1754-1809) estaba en Monterrey en ese momento, habiendo llegado cinco días antes. Así Malaspina, una figura poderosa de la Armada española en la época, fue el primero en conocer el descubrimiento del estrecho de Georgia, aparte de los marineros de Eliza que estaban en el estrecho de Nutca. Malaspina reconoció inmediatamente la importancia estratégica de una exploración más en profundidad. Poco después de su encuentro con Carrasco, Malaspina partió a San Blas y Acapulco, donde se dispuso que dos de sus oficiales, Dionisio Alcalá Galiano (1760 –1805) y Cayetano Valdés (1767–1835), tomaran el mando de dos barcos con el fin de estudiar a fondo el estrecho de Georgia.
Eliza finalmente recibió el crédito por la mayoría de los descubrimientos hechos durante la expedición de 1791 bajo su mando, a pesar de que en realidad el mismo apenas exploró y que fue el barco comandado por Narváez el que hizo la mayoría de los descubrimientos.

### La Independencia de México
En 1810 estalló la rebelión en México, extendiéndose rápidamente y convirtiéndose en la Guerra de Independencia de México. A finales de 1810 las fuerzas rebeldes habían capturado, con poca resistencia, Guadalajara, la capital de Jalisco. La revuelta se extendió pronto al oeste a Nayarit, donde se localizaba el puerto naval español de San Blas. La capital Tepic fue capturada a finales de noviembre de 1810 y un ejército rebelde liderado por el padre José María Mercado, se dirigió a San Blas, mal defendido. Un buen número de realistas y otros no-revolucionarios se habían refugiado en la base naval, donde había una guarnición militar y tenían la oportunidad de escapar por mar.
Narváez llegó a San Blas el 1 de noviembre de 1810, al mando de la fragata Activo. A los pocos días le fue ordenado por el comandante Lavayen armar el barco para la guerra y cargar suministros en caso de que fuese necesaria una retirada. La fuerza total reunida en San Blas sumaba unos pocos cientos, y estos eran en su mayoría comerciantes españoles y otros «peninsulares» de elite o «gachupines» que habían huido de la rebelión. La mayoría de la gente del pueblo estaba a favor de los rebeldes. Había tres barcos de guerra en ese momento, el San Carlos, el Activo y la Concepción, además de dos buques mercantes y un número de barcos más pequeños. Las fuerzas rebeldes, que sumaban miles, rodearon de San Blas y establecieron los términos para la entrega. El 30 de noviembre, Lavayen y los otros nueve oficiales navales decidieron rendirse. Narváez pensaba que la posición española era inútil. A la mañana siguiente Lavayen capituló y San Blas cayó en manos de los rebeldes.
Un mes después de la caída de San Blas, la revolución sufrió una severa derrota cerca de Guadalajara. En el período posterior el ejército realista fue capaz de recuperar el control de Tepic y San Blas, entre otras áreas. En febrero de 1811 Narváez, Lavayen, y otros nueve oficiales fueron llevados ante un tribunal militar, acusados de no defender San Blas. Los oficiales, incluyendo Narváez, fueron declarados culpables de traición, pero fueron absueltos de la mayoría de los cargos y restaurados a sus funciones. Narváez continuó sirviendo en la Armada Española, pero hizo repetidos intentos para eliminar la mancha de su historial.
Narváez, gracias a haber nacido en España, era miembro de la clase de elite conocida como «peninsulares» o «gachupines», aunque había hecho de México su casa y se interesó por los objetivos generales del movimiento revolucionario, que repetidamente encendió la revuelta y la violencia en varias regiones. Sin embargo, se mantuvo realista y continuó sirviendo en la Armada. Fue puesto a cargo de un viaje a Filipinas y regresó en 1813-14.
En 1815, Narváez participó en el bloqueo del bastión rebelde de la isla Mezcala en el lago de Chapala, cerca de Guadalajara. Narváez, vio como las fuerzas realistas intentaron tomar sin éxito la isla de Mezcala, al menos, cuatro veces, teniendo perdidas significativas. El comandante español a cargo de aplastar a los rebeldes era el brigadier José de la Cruz, que también había estado a cargo del tribunal militar que había declarado a Narváez culpable de traición a la patria en 1811. Al no haber podido tomar por asalto la isla de Mezcala, Cruz llevó a cabo una despiadada campaña por tierra arrasando el lago entero. A finales de 1816 los rebeldes de la isla de Mezcala, finalmente, se rindieron.
Durante 1817 y principios de 1818, Narváez trabajó en un proyecto para cartografiar toda la provincia de Jalisco, incluyendo mapas del lago de Chapala. También estuvo involucrado en el estudio una nueva carretera a Guadalajara. El 20 de marzo de 1818, fue ascendido a subteniente de navío en reconocimiento a su servicio durante la campaña del lago de Chapala.
En 1818 las fuerzas realistas habían apaciguado casi toda la Nueva España y el movimiento revolucionario se derrumbó. Luego, en 1821 un joven capitán realista, Agustín de Iturbide, estableció una alianza con el rebelde General Vicente Guerrero, formaron un ejército común y, en un año, entraron en la Ciudad de México y proclamaron la independencia.

### Al servicio de la Armada de México
Con el fin del dominio español Narváez decidió quedarse en Guadalajara con su familia. Aceptó el retiro de la Armada Española. En 1821 fue elegido Adjunto Provincial de Guadalajara del nuevo gobierno mexicano de Iturbide. La Armada de México fue creada a finales de 1821 y Narváez fue nombrado teniente de fragata (un rango que era poco probable que Narváez jamás lograse en la Armada española).
En 1822, a Narváez se le dio el mando de la San Carlos y navegó desde San Blas hasta la Alta California y Baja California en una misión para instalar comisiones mexicanas y consejos en ambas provincias. En el momento en que regresó a San Blas, en marzo de 1823, Iturbide había sido derrocado y se había establecido un nuevo gobierno dirigido por Antonio López de Santa Anna. Narváez fue nombrado Comandante del Departamento de San Blas, un cargo que mantuvo hasta 1827, cuando el puesto fue suspendido debido a los recortes de fondos.
En 1824 y 1825 Narváez estuvo al mando de la Mexicana con el fin de realizar una campaña de reconocimiento y cartografía de la costa entre los puertos de Manzanillo y San Blas. En abril de 1825 fue ascendido a capitán de fragata. Más tarde, ese año, realizó para el gobierno algunos mapas de las zonas de frontera entre Luisiana y Texas. En 1826 se convirtió en miembro fundador de un Instituto de Ciencias, Literatura y las Artes.
Después de 1827 el puesto de Narváez se eliminó, pero él siguió trabajando para la Armada de México en varias puestos, incluyendo la realización de una serie de mapas. Se retiró en 1831 a la edad de 63 años y se instaló en Guadalajara, donde vivió con una exigua pensión. En su retiro, continuó haciendo mapas, incluyendo el primer mapa oficial del estado de Jalisco.
En 1829, Narváez era piloto del navío Joven Angustias que pertenecía a José de la Guerra y Noriega de Santa Bárbara, y llevó mercancías desde San Blas hasta la Alta California.   
Narváez murió el 4 de agosto de 1840 en Guadalajara, México.

## Monumentos
En enero de 2009, la Municipalidad del Distrito de Sechelt (en la región de la Sunshine Coast, Columbia Británica) erigió un marcador histórico para honrar las exploraciones de Narváez en el estrecho de Georgia en 1791. Se puede encontrar en el extremo sur del malecón de la bahía Davis, cerca del lugar donde la primera exploración desembarcó en la costa continental de lo que hoy es la provincia de Columbia Británica.